# إيمي نوتال
إيمي نوتال (بالإنجليزية: Amy Nuttall)‏ هي مغنية وممثلة بريطانية، ولدت في 7 يونيو 1982 في بولتن في المملكة المتحدة.

## أعمال

### مسلسلات
- داونتون آبي

## وصلات خارجية
- إيمي نوتال على موقع IMDb (الإنجليزية)
- إيمي نوتال على موقع قاعدة بيانات الأفلام العربية
- إيمي نوتال على موقع ألو سيني (الفرنسية)
- إيمي نوتال على موقع ميوزك برينز (الإنجليزية)
- إيمي نوتال على موقع أول موفي (الإنجليزية)
- إيمي نوتال على موقع ديسكوغز (الإنجليزية)
- إيمي نوتال على موقع قاعدة بيانات الفيلم (الإنجليزية)
- إيمي نوتال على موقع كينوبويسك (الروسية)